# 阿绍茨克

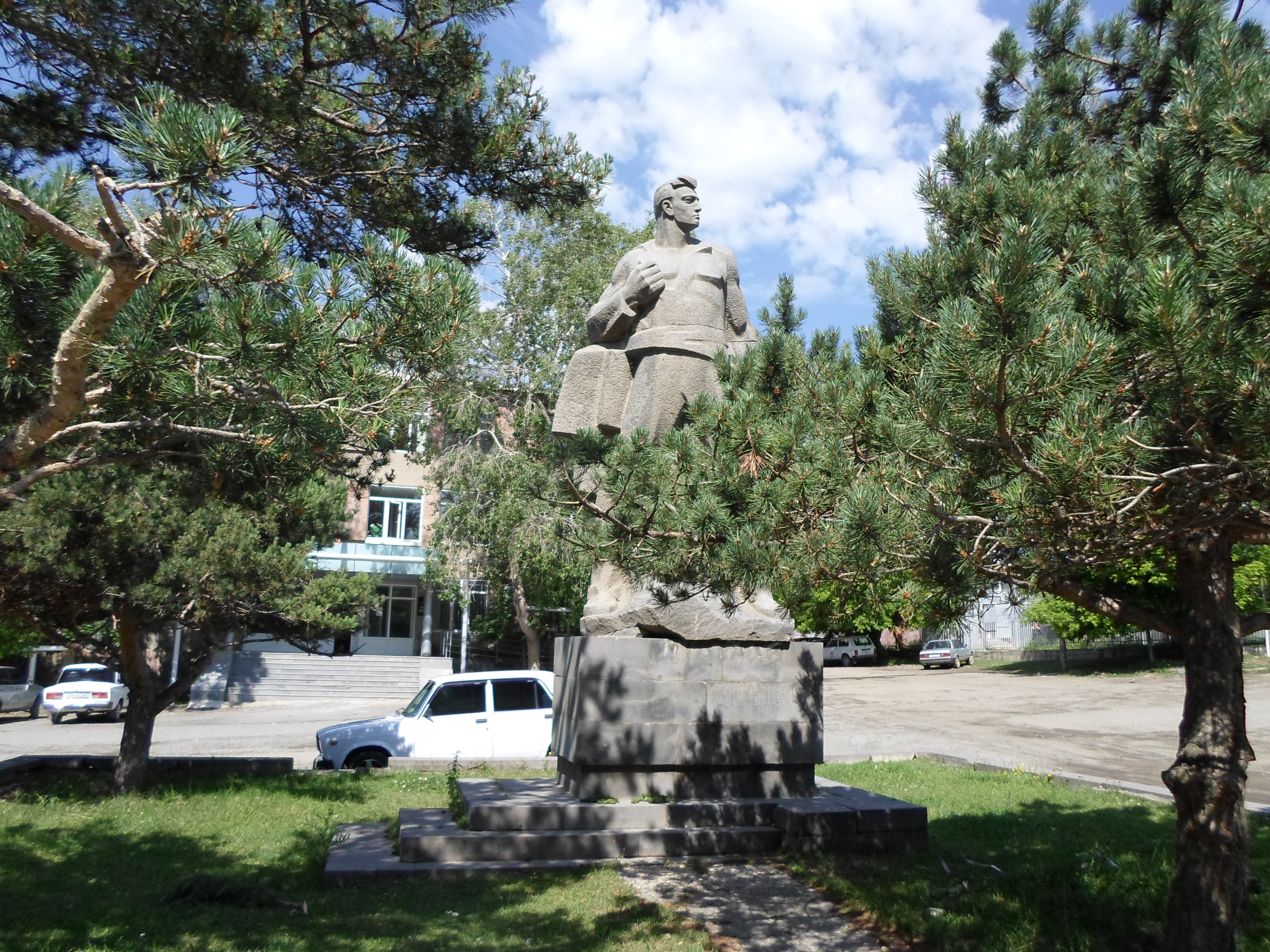
古卡相雕像

阿绍茨克（羅馬化：Ashotsk），曾称为古卡相，是亞美尼亞北部希拉克州的城鎮。始建於1825年，面積547平方公里，海拔高度2,039米，每年平均降雨量550毫米，2009年人口2,477。